# Liste der Museen in Gambia
Dies ist die Liste der Museen in Gambia.
| Name                            | Lage        | Bemerkung |
| ------------------------------- | ----------- | --- |
| Arch 22                         | Banjul      | In dem Triumphbogen sind einige Ausstellungsstücke.                                                                 |
| Darwin Field Station            | Abuko NR    | Naturkundliche Ausstellung des Makasutu Wildlife Trust.                                                             |
| Fort Bullen Museum              | Barra       | Ausstellung zum Fort Bullen                                                                                         |
| Juffure Museum                  | Juffure     | Die Themen des kleinen Museums sind Kunta Kinte und die Sklaverei.                                                  |
| Kachikally Museum               | Bakau       | Ein privat betriebenes Museum, welches rund tausend historische Objekte der gambischen Geschichte und Kultur zeigt. |
| Kankurang Centre and Museum     | Janjanbureh | Das Museum, das kurz vor seiner Eröffnung steht, thematisiert den Maskentanz Kankurang.                             |
| Kerr Batch Stone Circles Museum | Kerr Batch  | Der besondere V-förmige Stein der senegambischen Steinkreise.                                                       |
| National Museum                 | Banjul      | Heimatkundliches Museum.                                                                                            |
| Tanje Village Museum            | Tanji       | Ein privat betriebenes Museum, dass das traditionelle Leben in Gambia zeigen soll.                                  |
| Wassu Stone Circles Museum      | Wassu       | Den senegambischen Steinkreisen ist bei Wassu ein kleines Museum gewidmet.                                          |

## Galerien
- Mama Africa Women’s Museum and Art Centre, Batokunku
- Bansang Art Gallery, Bansang
- Gaya Art Café, Kerr Seringe Ngaga
- The Kaira Kunda Arts Promotion Centre, Brikama
- Lemonfish Art Gallery, Kartong